# Ліцей № 8 (Київ)
Ліцей № 8 (Київ) — навчальний заклад в Оболонському районі міста Києва.

## Історія
Школа була заснована 1937 року, побудована за проєктом № 103 архітектора Еммануїла Кодніра. Одним з перших учнів школи був Анатолій Кузнецов який у романі «Бабин Яр» описував її так:
|  | На свято 20-тої річниці революції ми переселилися в нову школу. Вона постала на нашій Куренівці посеред кособоких будиночків та купецьких особняків, як Гуллівер посеред ліліпутів - з величезними вікнами, колонами, широкими сходами. Оригінальний текст (рос.) На праздник 20-й годовщины революции мы переселились в новую школу. Она встала на нашей Куреневке среди кособоких домишек и купеческих особняков, как Гулливер среди лилипутов – с огромными окнами, колоннами, широкими лестницами. |

Прибудова була побудована 1989 року (загальна площа — 11.486,8 м2).
З 2015 року Осадча Тетяна Володимирівна обіймає посаду директора школи (до цього її обіймала Швединська Галина Дмитрівна). В 2023/2024 навчальному році школа І-ІІІ ступенів стала ліцеєм.
У травні 2023 року в школі вперше були проведені спортивні змагання між декількома школами, названі на честь загиблого на Азовсталі бійця полку «Азов» чемпіона Києва з боксу Артема Моші, колишнього учня цієї школи.
У лютому 2025 року у ліцеї відкрили Музей Пам’яті, у ньому представлені бойові прапори частин, яким ліцей допомагав, а також пам'ятні таблички випускникам ліцею, які загинули під час російсько-української війни.

## Рейтинги
За рейтингом сайту «Освіта.UA» ліцей займав 209 місце з близько 450 київських шкіл за результатами Національного мультипредметного тесту за 2024 рік, а в 2023 році - 173-є місце. За аналогічним рейтингом за результатами ЗНО 2021 року школа займала 263-є місце в Києві. За тим же рейтингом 2019 року школа була на 179-у місці.

## Відомі учні
- Кузнецов Анатолій Васильович (1929—1979) — письменник, автор роману-документу «Бабин Яр».

- Тополя Тарас Володимирович[13] (1987) — соліст українського гурту «Антитіла», речник Молодіжної Ради при Президентові України, волонтер, колишній доброволець Сил територіальної оборони Збройних Сил України.

- Моша Артем Сергійович (1999—2022) — чемпіон Києва з боксу, боєць полку «Азов»